# Renato Marangoni
Renato Marangoni (ur. 25 maja 1958 w Crespano del Grappa) – włoski duchowny katolicki, biskup Belluno-Feltre od 2016.

## Życiorys
Święcenia kapłańskie otrzymał 4 czerwca 1983 i został inkardynowany do diecezji padewskiej. Przez wiele lat pracował w kolegiach i instytutach w Padwie i Rzymie. Był też m.in. delegatem biskupim ds. duszpasterstwa rodzin oraz wikariuszem biskupim ds. apostolstwa świeckich i ds. duszpasterskich.
10 lutego 2016 papież Franciszek mianował go ordynariuszem diecezji Belluno-Feltre. Sakry biskupiej udzielił mu 10 kwietnia 2016 biskup Claudio Cipolla.